# Matej Venta
Matej Venta, slovenski košarkar in podjetnik, * 19. marec 1984, Novo mesto.
Venta je 187 cm visoki košarkar, ki je igral profesionalno košarko kot organizator igre med 2001 in 2014. V slovenski prvi ligi je poleg matičnega kluba Krka bil član Hopsov iz Polzele. Šest sezon je nastopal v prvi češki ligi (Novy Jičin, Nymburk, Prostejov, Jindřichův Hradec, Dečin). Bil je član mlajših selekcij slovenske reprezentace, kjer je največji uspeh zlata medalja na evropskem prvenstvu do 20 let leta 2004.
Po končani športni karieri je postal podjetnik. Je idejni vodja in soustanovitelj Grosbasketa, trgovine, ki je usmerjena v prodajo košarkarske opreme in lifestyla.